# ناحیه تکوارچلی
ناحیه تکوارچلی (به لاتین: Tkvarcheli District) یک منطقهٔ مسکونی در گرجستان است که در آبخاز واقع شده‌است. ناحیه تکوارچلی ۵۴۴ کیلومتر مربع مساحت و ۱۶٬۰۱۲ نفر جمعیت دارد.